# یک مرد معمولی (فیلم ۲۰۱۷)
یک مرد معمولی (به انگلیسی: An Ordinary Man) فیلمی محصول سال ۲۰۱۷ و به کارگردانی برد سیلبرلینگ است. در این فیلم بازیگرانی همچون بن کینگزلی، هرا هیلمار و پیتر سرافیناویچ ایفای نقش کرده‌اند.

## داستان
یک جنایتکار جنگی در کشوری بی‌نام در منطقهٔ بالکان، آزادانه و در میان مردم پنهان شده‌است. او به‌خاطر پاک‌سازی قومی و جنایت‌های جنگی، تحت پیگرد بین‌المللی است، اما دولت کشورش با وجود فشارهای جهانی، وانمود می‌کند که از محل اختفای او بی‌خبر است. گروهی از وفادارانش همواره مراقب او هستند و امنیتش را هنگام زندگی عادی‌اش در شهری که چهره‌اش برای همگان آشناست، حفظ می‌کنند. او کم‌کم با خدمتکار تازه‌استخدام‌شده‌اش، «تانیا»، رابطه‌ای برقرار می‌کند، پس از آن‌که از تنهایی‌اش نزد او گلایه می‌کند. در ابتدا رفتاری تحقیرآمیز با او دارد، اما به‌تدریج دوستی‌ای ناشیانه میان‌شان شکل می‌گیرد. بعدها آشکار می‌شود که تانیا مأموری است که برای محافظت از او استخدام شده‌است. او با بی‌میلی، ژنرال را به گورستان زادگاهش می‌برد. راننده‌ای که منتظرشان بوده، تانیا را در همان‌جا می‌کشد و ژنرال را به آپارتمانش در شهر بازمی‌گرداند. در صحنهٔ پایانی، ژنرال را می‌بینیم که در انتظار بازداشت، بر سر میز آشپزخانه نشسته‌است، در حالی که یک تپانچه و چند گلوله جلوی او قرار دارند.
شخصیت «ژنرال» بر پایهٔ راتکو ملادیچ شکل گرفته‌است، کسی که سرانجام به‌دلیل جنایت‌های جنگی در جنگ بوسنی به حبس ابد محکوم شد.